# Josef Šandera
Josef Šandera (v odboji nazýván také Velký Josef, 14. března 1912, Náměšť nad Oslavou – 9. března 1945, Hradec Králové) byl československý voják a velitel výsadku Barium.

## Mládí
Narodil se 14. března 1912 v Náměšti nad Oslavou. Jeho otec Emanuel byl čalounický a sedlářský mistr a matka Marie, rozená Člaňková byla v domácnosti. Zároveň měl tři sestry. Byl členem náměšťského Sokola. Otec v roce 1915 odešel otec do války a matka v roce 1916 zemřela skokem pod vlak. Děti vychovávala babička. Po absolvování obecné a měšťanské školy se u svého otce vyučil sedlářem. 1. října 1932 nastoupil základní vojenskou službu u dělostřeleckého pluku v Hradci Králové.

## Vojenská kariéra
Absolvoval poddůstojnickou školu a u armády zůstal. Během čtyř let vystudoval osmileté gymnázium a 30. září 1937 byl přijat na Vojenskou akademii v Hranicích. Vyřazen byl 15. srpna 1938, poté se vrátil zpět k útvaru. Po okupaci Čech a Moravy byl 20. dubna 1939 z armády propuštěn. Pracoval jako úředník Okresního úřadu v Třebíči a zapojil se do odboje.
Od září 1939 začal studovat VUT v Brně v oboru strojní inženýrství. Při zatýkání na kolejích se mu šťastnou náhodou podařilo uniknout.

## V exilu
2. prosince 1939 opustil protektorát a přes Slovensko, Maďarsko a Jugoslávii se dostal do Francie. 14. ledna 1940 byl prezentován u čs. zahraniční armády a přidělen k dělostřelectvu v hodnosti poručíka. Bojů o Francii se nezúčastnil.
Po pádu Francie byl evakuován do Anglie, kam se dostal 7. července 1940. Opět byl zařazen k dělostřelectvu. Od 19. září zahájil výcvik pro plnění zvláštních úkolů. Do 28. října 1941 absolvoval sabotážní kurz a parakurz. Od 26. července 1942, již v hodnosti nadporučíka dělostřelectva prodělal špionážní výcvik na čs. výcvikové stanici a poté dokončovací kurzy. Ty ukončil 14. prosince 1942. Od 5. února do 10. února 1943 prodělal opakovací parakurz a byl zařazen do připravovaného desantu Mercury. Pro neshody s npor. Horákem byl přesunut do desantu Barium. Od 29. dubna do 1. října 1943 prodělal tělovýchovný kurz, fotovýcvik, dále dvě konspirační cvičení a další výcvik u SIS. 26. října odletěl společně s ostatními příslušníky desantu Barium do Itálie.

## Nasazení
Dne 4. dubna 1944 seskočil společně s ostatními u Vysoké nad Labem u Hradce Králové. Desant pod jeho velením oživil odbojové hnutí v regionu a vytvořil rozsáhlou zpravodajskou síť. Zároveň začal vytvářet podmínky pro vyvolání ozbrojeného povstání. 6. října 1944 zahájilo gestapo rozsáhlé zatýkání. Šandera se s čet. Žižkou ukryli v osadě Polsko u Žamberka. Zde byli objeveni zrádcem Lepaříkem. Při následné zatýkací akci gestapa se Šandera pokusil spáchat sebevraždu. Byl však zachráněn v královéhradecké nemocnici. Aby se vyhnul výslechům, záměrně si do rány zanesl infekci, na jejíž následky zemřel 9. března 1945. Tělo bylo po pitvě spáleno v pardubickém krematoriu.

## Po válce

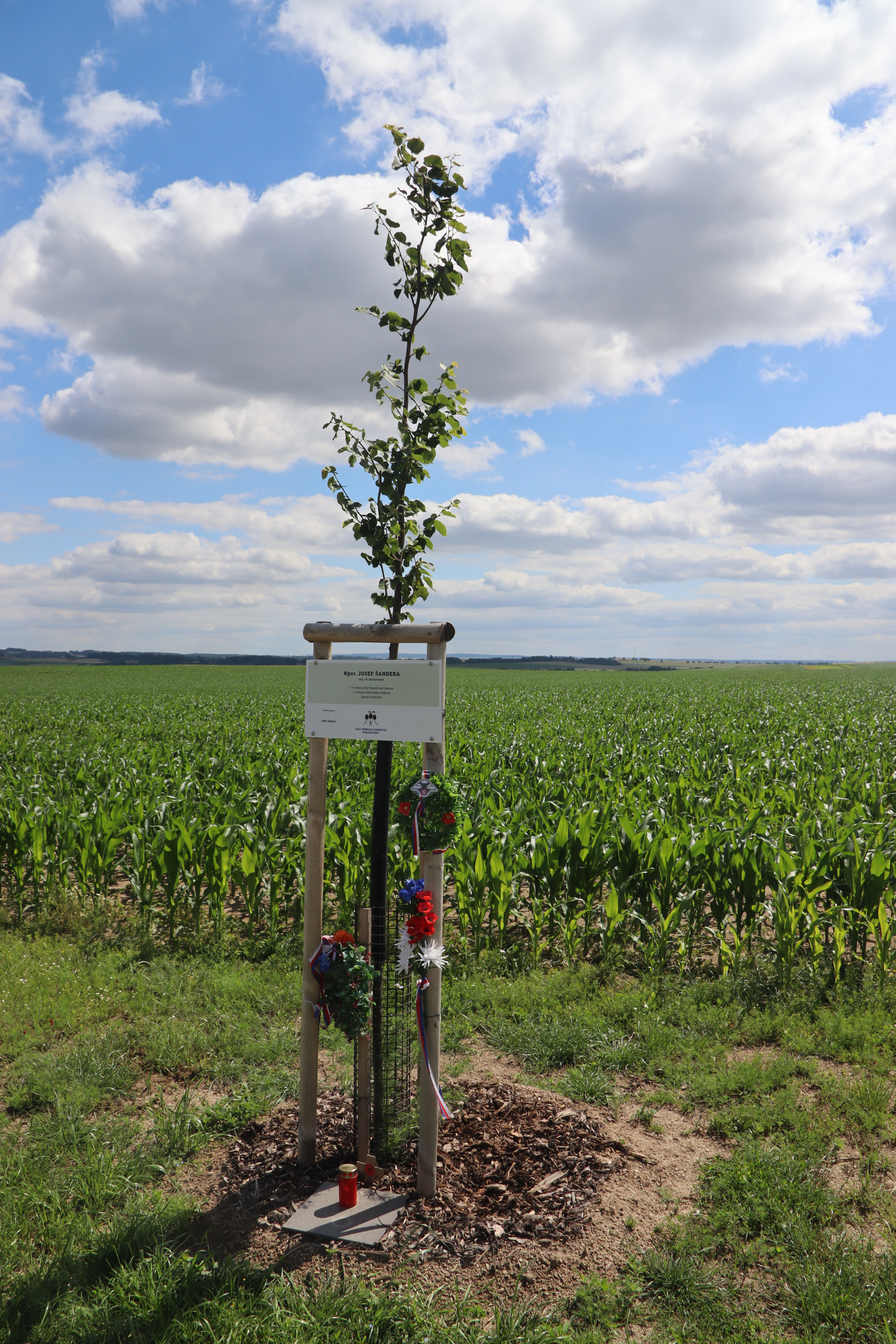
Strom v Aleji československých parašutistů

Dne 2. června 1945 byla urna s jeho popelem uložena v rodinné hrobce v Náměšti nad Oslavou. Na desce je nápis: „Josef Šandera / major dělostřel. parašutista / 14. 3. 1912 – 9. 3. 1945“. Na rodném domě a na domě v osadě Polsko, kde se s Žižkou ukrývali, byly odhaleny pamětní desky. Dne 1. září 1945 byl povýšen na kapitána dělostřelectva, 1. prosince do hodnosti štábního kapitána a 30. května do hodnosti majora dělostřelectva v záloze in memoriam. V roce 1992 byla po něm pojmenována ulice v Náměšti n./O.
Ve Střížově u Vladislavi mu byl 21. října 2023 v Aleji československých parašutistů vysazen strom.

## Vyznamenání
- 1944 –  Pamětní medaile československé armády v zahraničí se štítky Francie a Velká Británie
- 1944 –  Československý válečný kříž 1939
- 1945 –  druhý Československý válečný kříž 1939
- 1946 –  Československá medaile Za chrabrost před nepřítelem
- 1974 – Zlatá pamětní medaile VUT Brno

## Připomínky
- V Brně v budově VUT (Antonínská 1, Brno-Veveří, vchod z Janáčkova náměstí) je jeho jméno uvedeno na pamětní desce obětem 2. světové války. Na desce je nápis: „NA PAMĚŤ OBĚTÍ FAŠISMU 1939 – 1945 BŘETISLAV LUDÍK, JAROSLAV SEDLÁČEK, JOSEF ŠANDERA“.[4]
- Na hřbitově ve Vysoké nad Labem na zdi márnice je pamětní deska s nápisem: „KDO NECHCE A NEUMÍ ZA SVOU VLAST BOJOVAT A BOJÍ SE PRO NI UMÍRAT, NEMÁ PRÁVO ŽÍT...“ JOSEF ŠANDERA // NA PAMÁTKU SESKOKU SKUPINY "BARIUM" VE VYSOKÉ NAD LABEM DNE 3. DUBNA 1944 / ŠTÁBNÍ KAPITÁN JOSEF ŠANDERA "VELKÝ JOSEF" / NAROZEN 14. BŘEZNA 1912 V NÁMĚŠTI NAD OSLAVOU / PADL 9. BŘEZNA 1945. (...)[5]
- V Žamberku, Šanderova ul., na rodinné farmě „U Žabků“ je umístěna pamětní deska s textem: "V TOMTO DOMĚ RODINA ŽABKOVA UKRÝVALA ČS. PARAVÝSADEK BARIUM VYSLANÝ Z ANGLIE V LETECH 1944-1945. PO ROCE 1948 BYL RUDOLF ŽABKA VE VYKONSTRUOVANÉM POLITICKÉM PROCESU ODSOUZEN K DLOUHOLETÉMU ŽALÁŘI. NA PAMĚŤ PARAŠUTISTŮ MAJORA IN MEMORIAM JOSEFA ŠANDERY, PORUČÍKA IN MEMORIAM JOSEFA ŽIŽKY, KTEŘÍ V BOJI ZA SVOBODU VLASTI BYLI ZDE DNE 16.I.1945 GESTAPEM ZATČENI. SNR „BARIUM – VELKÝ JOSEF“."[6]
- V Hradci Králové na Gočárově třídě se nachází pomník s bustou Josefa Šandery a nápisem: "JOSEF ŠANDERA mjr. in memoriam velitel paravýsadku / Věnováno památce paravýsadku BARIUM, vyslaného z Londýna a všem spolupracovníkům, s jejichž pomocí bojovali za svobodu naší vlasti na území Hradce Králové a okolí v období od 4. 4. 1944 do 3. 10. 1944. Čest jejich památce! (...)"[7]
- Na rodném domě v Náměšti nad Oslavou (ul. Mjr. Josefa Šandery 27) byla 2. června 1946 odhalena pamětní deska s textem: "NEHYNOUCÍ PAMÁTCE MAJORA ČS. ZAHRANIČNÍCH VOJSK V ANGLII JOSEFA ŠANDERY, PARAŠUTISTY, KTERÝ OBĚTOVAL SVŮJ ŽIVOT ZA SVOBODU SVÉHO NÁRODA 16. 1. 1945 V POLSKU U ŽAMBERKA. PÉČÍ LEGIONÁŘŮ VĚNOVALI SPOLUOBČANÉ 1946".[8]
- Na sokolovně v Náměšti nad Oslavou je jméno J. Šandery uvedeno na pamětní desce obětem 2. sv. války.[9]

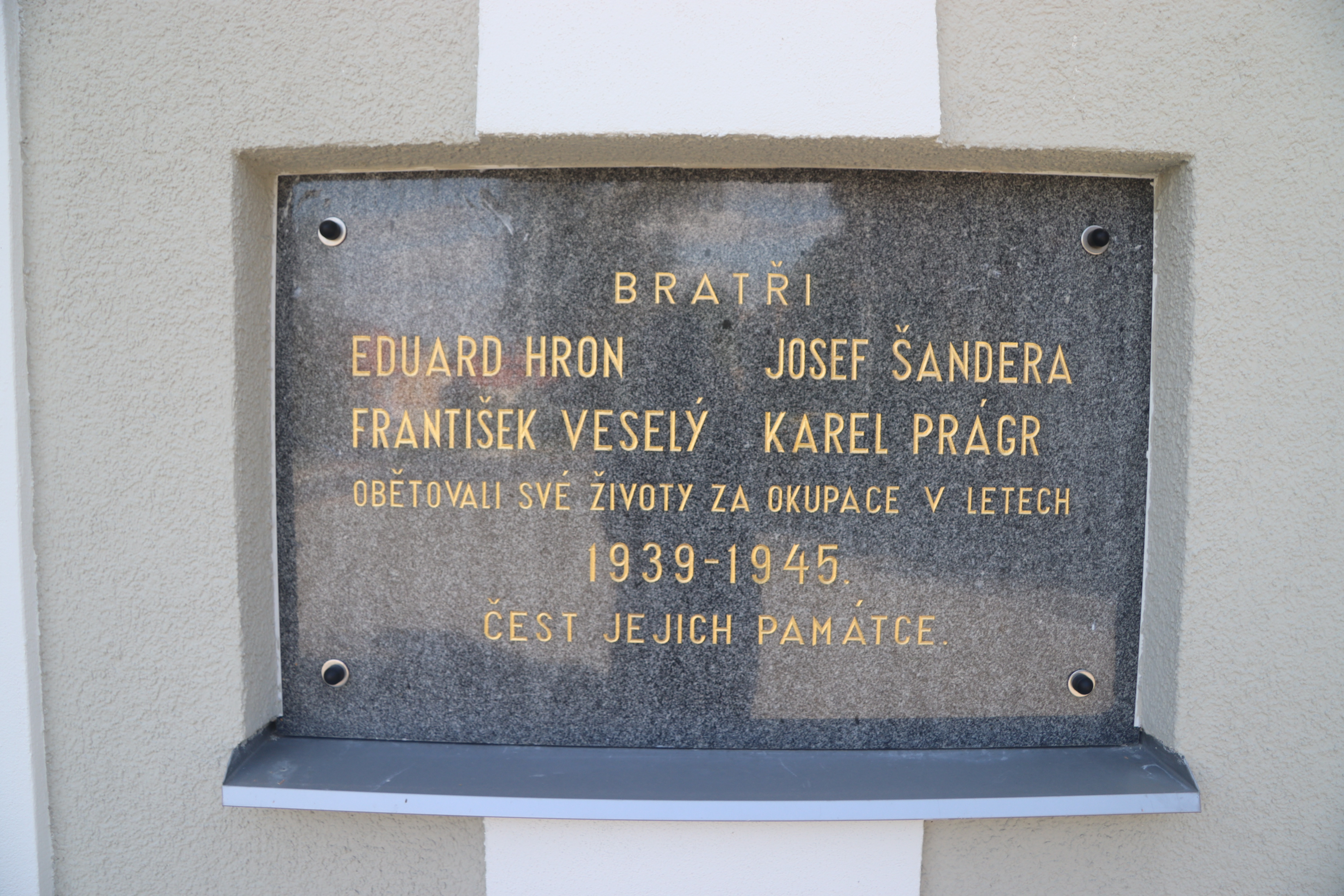
Pamětní deska na sokolovně v Náměšti nad Oslavou
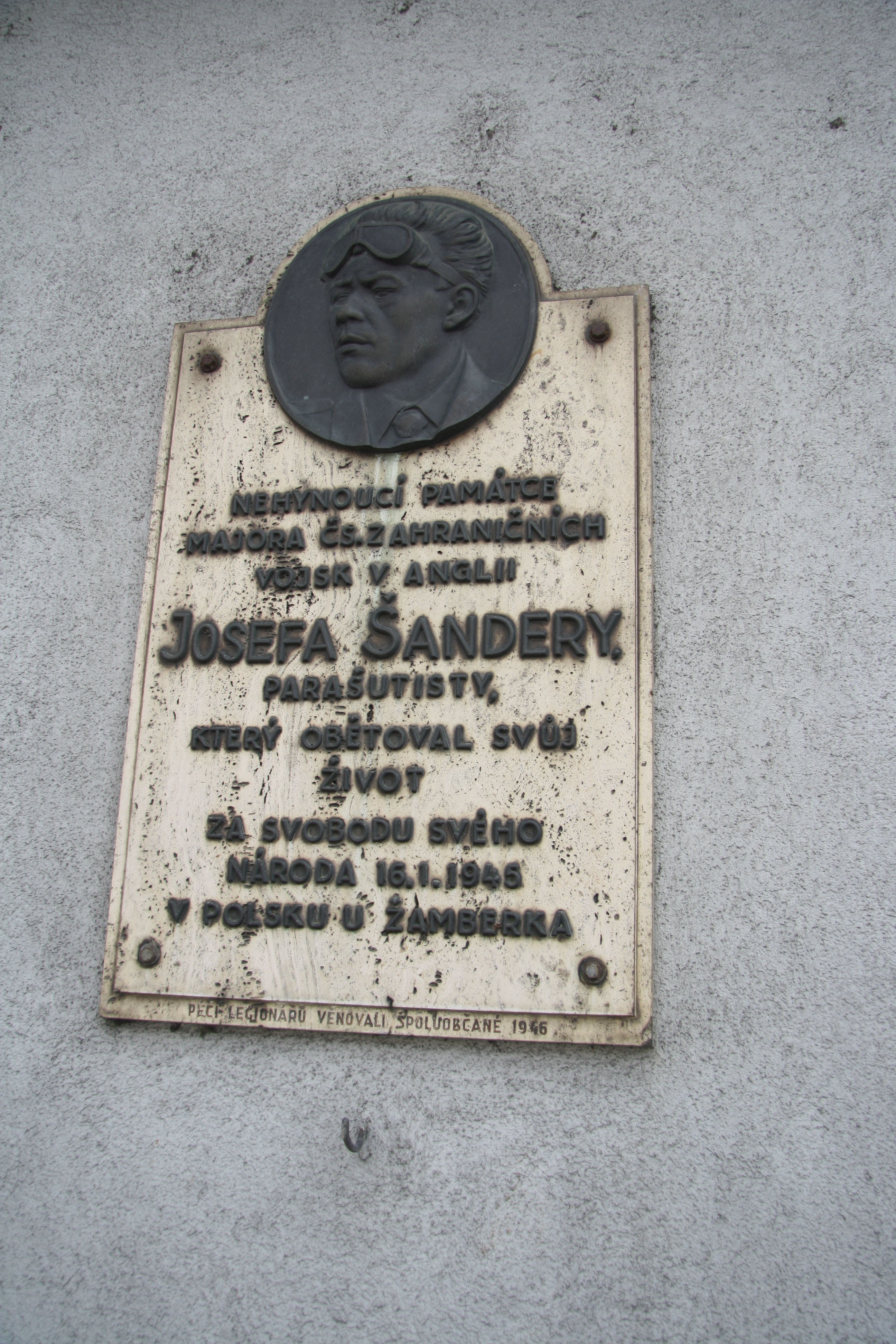
Pamětní deska na rodném domě v Náměšti nad Oslavou
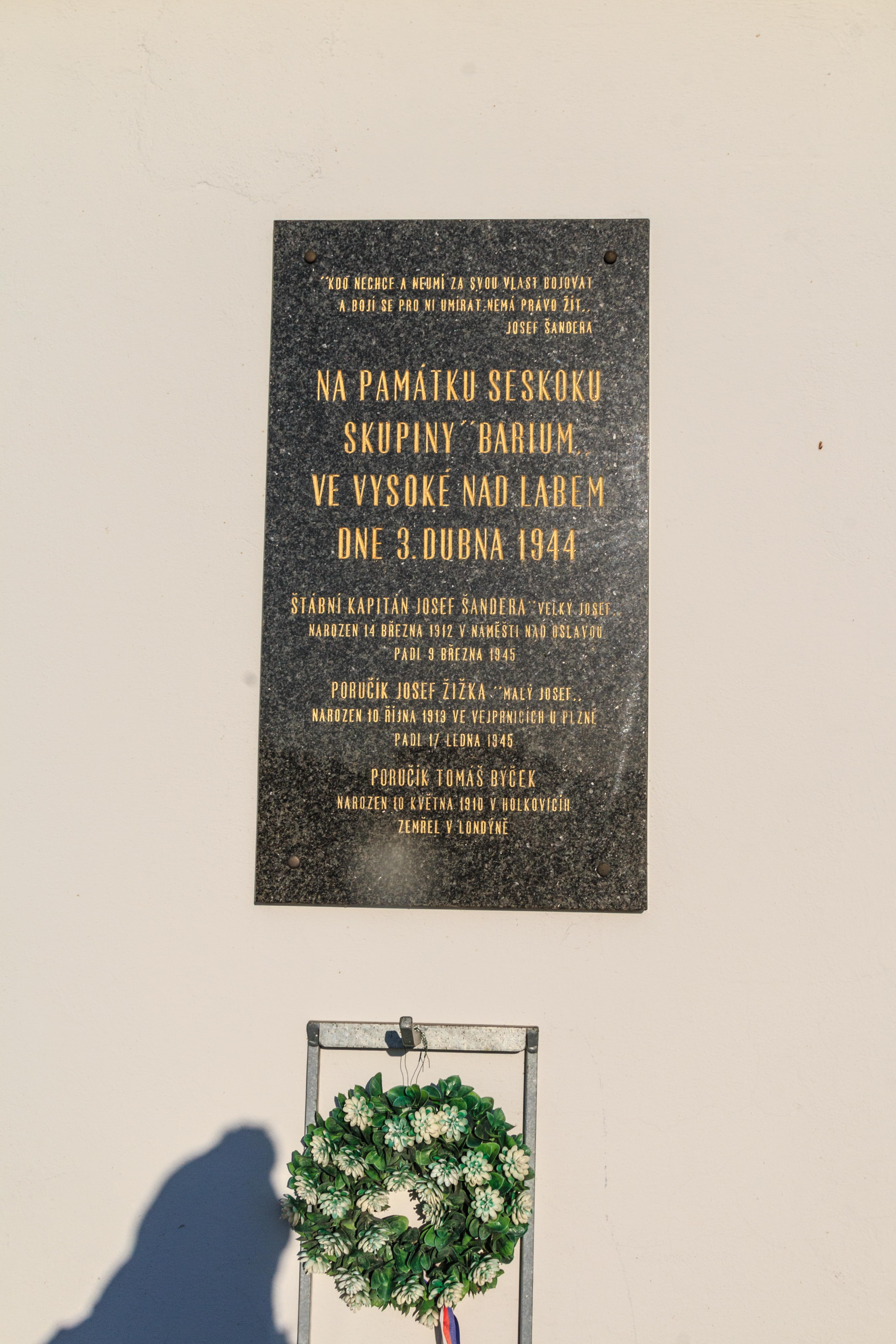
Pamětní deska paravýsadku Barium na hřbitově ve Vysoké nad Labem